# The Wicker Tree
The Wicker Tree è un film britannico del 2011 diretto da Robin Hardy.
Il film contiene allusioni e riferimenti al film The Wicker Man, uscito nel 1973, diretto dallo stesso Robin Hardy e tratto dal romanzo Ritual (1967) di David Pinner.